# Корнелий Долабела
Вижте пояснителната страница за други личности с името Публий Корнелий Долабела.
Публий Корнелий Долабела (на латински: Publius Cornelius Dolabella) e римски политик, легат, претор и доверен на Октавиан Август.
Вероятно е син на Публий Корнелий Долабела (консул 44 пр.н.е.) от първия му брак с Фабия, която е доста по-стара от него и той през 50 пр.н.е. се развежда и се жени за Тулия (дъщеря на оратора Цицерон). Баща му е най-влиятелният член на патрицианската фамилия Корнелии Долабела и привърженик на Юлий Цезар.
Корнелий Долабела се жени за Квинтилия, дъщеря на Секст Квинтилий Вар (квестор 49 пр.н.е.). Двамата имат син Публий Корнелий Долабела (консул 10 г.)
През 30 пр.н.е. той е в Александрия като преговарящ между Октавиан Август и Клеопатра VII. Той съобщава на Клеопатра за намеренията на Август да я покаже с детето ѝ като плячка на триумфалното си шествие в Рим, след което тя се самоубива.
През 27 пр.н.е. е легат, през 25 пр.н.е. е претор.